# كيرلي (محارب)
كيرلي (بالإنجليزية: Curly)‏ هو محارب أمريكي، ولد في 1856 في إقليم مونتانا ‏ في الولايات المتحدة، وتوفي في 22 مايو 1923 في Little Bighorn River ‏ في الولايات المتحدة بسبب ذات الرئة.